# Надержинщина
Надержинщи́на — село в Україні, у Новоселівській сільській громаді Полтавського району Полтавської області. Населення становить 194 осіб. До 2017 орган місцевого самоврядування — Надержинщинська сільська рада.

## Географія
Село Надержинщина розташоване на лівому березі річки Свинківка, вище за течією на відстані 2,5 км розташоване село Шили, нижче на відстані 1 км — село Брунівка, на протилежному березі — село Кованьківка.
Через село проходить автомобільна дорога Т 1707.

## Населення

### Мова
Розподіл населення за рідною мовою за даними перепису 2001 року:
| Мова            | Кількість | Відсоток |
| --------------- | --------- | -------- |
| українська      | 180       | 92.78%   |
| російська       | 12        | 6.18%    |
| білоруська      | 1         | 0.52%    |
| інші/не вказали | 1         | 0.52%    |
| Усього          | 194       | 100%     |

## Історія
Село згадується в історичних джерелах кінця 19 ст.
За переписом 1885 року у власницькому селі налічувалось 10 господарств, 65 жителів — 30 чоловічої і 35 жіночої статей.
На час перепису 1900 року на хуторі Надержинщина (з Кованьківкою та Брунівкою) Руновщанської волості Полтавського повіту діяла Кованьківська сільська громада селян-власників; налічувалось 78 господарств, 668 жителів.
У 1910 році на хуторі — 9 господарств, 60 жителів, у 1926 році — 23 господарства, 101 житель.
Село у часи німецько-радянської війни було окуповане нацистськими військами з 21 жовтня 1941 по 23 жовтня 1943 року. Загинуло на фронтах 165 односельчан.
12 червня 2020 року, відповідно до розпорядження Кабінету Міністрів України № 721-р «Про визначення адміністративних центрів та затвердження територій територіальних громад Полтавської області», село увійшло до складу Новоселівської сільської громади.
19 липня 2020 року, в результаті адміністративно - територіальної реформи та ліквідації Полтавського району(1925-2020), село увійшло до складу новоутвореного Полтавського району.

## Економіка
У селі розміщені такі фермерські господарства: «Зоря», «Надія-2», «Урожай», «Вікторія», «Доля», «Світанок», «Початок», «Поляна», «Лісополоса», «Нива» та інші.
Надержинщинська жіноча виправна колонія № 65 насправді розташовується в сусідньому селі Божківське за наступною адресою:  Полтавська обл., Полтавський р-н, село Божківське, вул.Паркова, будинок 12.

## Соціальна сфера
- Надержищинська ЗОШ І ступеня;
- фельдшерсько-акушерський пункт;
- відділення зв'язку

## Архітектура
У Надержинщині збудовані такі пам'ятники:
- Надгробок на братській могилі радянських воїнів, полеглим 1943 року при визволенні села;
- пам'ятник воїнам-односельчанам, загиблим у роки радянсько-німецької війни (збудований 1955 року).

## Відомі люди
У селі похований Чепіга Микола Миколайович (1977-2014) — солдат батальйону «Айдар», учасник російсько-української війни.